# Grand Prix automobile de Singapour 2018
GP précédent GP suivant
Le Grand Prix automobile de Singapour 2018 (Formula 1 2018 Singapore Airlines Singapore Grand Prix) disputé le 16 septembre 2018 sur le circuit urbain de Singapour, est la 991e épreuve du championnat du monde de Formule 1 courue depuis 1950. Il s'agit de la 11e édition du Grand Prix de Singapour comptant pour le championnat du monde de Formule 1 et la quinzième manche du championnat 2018. Depuis la première édition de ce Grand Prix en 2008, les essais libres 2, les qualifications et la course ont lieu en nocturne.
Lancé, lors de sa première tentative en phase finale des qualifications, dans un « tour magique », selon ses propos, Lewis Hamilton établit le nouveau record de la piste en améliorant de plus de trois secondes la pole position de l'édition précédente. Son septième départ en tête de la saison lui permet d'améliorer son propre record de l'exercice avec une soixante-dix-neuvième pole position qu'il met en bonne place dans son panthéon personnel. Max Verstappen, à trois dixièmes de secondes, part à ses côtés en première ligne alors que Sebastian Vettel, relégué à six dixièmes de seconde, réalise le troisième temps et s'élance en deuxième ligne, devant Valtteri Bottas. Kimi Räikkönen occupe la troisième ligne aux côtés de Daniel Ricciardo. À deux secondes d'Hamilton, Sergio Pérez et Romain Grosjean sont en quatrième ligne et devancent Esteban Ocon et Nico Hülkenberg.
Lewis Hamilton contrôle les 61 tours de course de bout en bout pour remporter sa septième victoire de la saison, la soixante-neuvième de sa carrière ; avec quatre victoires lors des cinq dernières courses, il prend une sérieuse option sur un cinquième titre mondial en portant à quarante points son avance sur Sebastian Vettel. Ce dernier, troisième sur la grille, dépasse Max Verstappen dès le premier tour pour se lancer à la chasse du pilote Mercedes, quelques secondes avant la sortie de la voiture de sécurité, Sergio Pérez ayant envoyé son coéquipier Esteban Ocon dans le mur juste après le départ. Partant sur une stratégie qui va s'avérer perdante, Vettel tente de réaliser l'undercut en s'arrêtant au stand dès le quatorzième tour pour chausser des pneumatiques ultra tendres. Il repart derrière Pérez qui lui fait perdre un temps précieux, Hamilton « couvre » cette stratégie sans aucun dommage un tour plus tard en choisissant des pneus tendres tandis que Verstappen, rentré au stand à la fin de sa dix-huitième boucle, repart pareillement chaussé juste devant Vettel. Après 27 tours, au terme de la vague des changements de pneus, les positions restent figées : les six premiers sur la grille sont les six premiers à l'arrivée. Au quatrième rang, Valtteri Bottas contient Kimi Räikkönen jusqu'au bout et Daniel Ricciardo finit juste derrière eux. Hamilton ne connaît qu'une petite alerte quand, englué dans le trafic (Romain Grosjean sera d'ailleurs pénalisé pour avoir ignoré les drapeaux bleus), il voit revenir Verstappen dans ses rétroviseurs. Une fois débarrassé des retardataires, le quadruple champion du monde britannique creuse à nouveau l'écart et s'envole vers la victoire. Verstappen termine à huit secondes alors que Vettel, qui ne peut espérer mieux que sa troisième place, ménage sa monoplace et ses pneus pour passer la ligne d'arrivée à plus de 39 secondes du vainqueur. Auteur d'une course solide, Fernando Alonso, au volant de sa McLaren, se classe septième et dernier pilote dans le tour du vainqueur. Carlos Sainz Jr., Charles Leclerc et Nico Hülkenberg, tous trois partis loin sur la grille, prennent les points restants. Kevin Magnussen, reparti en pneus frais à dix boucles de l'arrivée avec une voiture allégée en carburant, réalise son premier meilleur tour en course, tout en se classant dix-huitième et avant-dernier, à deux tours d'Hamilton. 
L'avance d'Hamilton sur Vettel au classement du championnat pilotes est désormais de 40 points (281 à 241) à six Grands Prix du terme. Räikkönen conserve sa troisième place (174 points) avec une infime marge sur Bottas (171 points). À la cinquième place, Verstappen (148 points) distance son coéquipier Ricciardo (126 points) de 22 points. L'écart avec les autres pilotes, à commencer par Nico Hülkenberg (53 points) est considérable. Au classement des constructeurs, Mercedes Grand Prix (452 points) se rapproche d'un cinquième titre consécutif en repoussant Ferrari (415 points) à 37 unités ; Red Bull Racing conserve la troisième place (274 points) devant Renault (91 points) et Haas (76 points) ; suivent McLaren (58 points), Racing Points Force India (32 points), Toro Rosso (30 points), Sauber (21 points), et Williams (7 points).

## Pneus disponibles
| Pneus pour piste sèche | Pneus pour piste sèche | Pneus pour piste sèche | Pneus pluie    | Pneus pluie |
| ---------------------- | ---------------------- | ---------------------- | -------------- | ----------- |
| Hyper tendres          | Ultra tendres          | Tendres                | Intermédiaires | Pluie       |

## Essais libres

### Première séance, le vendredi de 16 h 30 à 18 h
| Pos. | Pilote           | Voiture            | Chrono         | Écart     |
| ---- | ---------------- | ------------------ | -------------- | --------- |
| 1    | Daniel Ricciardo | Red Bull-TAG Heuer | 1 min 39 s 711 |           |
| 2    | Max Verstappen   | Red Bull-TAG Heuer | 1 min 39 s 912 | + 0 s 201 |
| 3    | Sebastian Vettel | Ferrari            | 1 min 39 s 997 | + 0 s 286 |
| 4    | Kimi Räikkönen   | Ferrari            | 1 min 40 s 486 | + 0 s 775 |
| 5    | Nico Hülkenberg  | Renault            | 1 min 41 s 105 | + 1 s 394 |
| 6    | Lewis Hamilton   | Mercedes           | 1 min 41 s 232 | + 1 s 521 |

### Deuxième séance, le vendredi de 20 h 30 à 22 h
| Pos. | Pilote           | Voiture            | Chrono         | Écart     |
| ---- | ---------------- | ------------------ | -------------- | --------- |
| 1    | Kimi Räikkönen   | Ferrari            | 1 min 38 s 699 |           |
| 2    | Lewis Hamilton   | Mercedes           | 1 min 38 s 710 | + 0 s 011 |
| 3    | Max Verstappen   | Red Bull-TAG Heuer | 1 min 39 s 221 | + 0 s 522 |
| 4    | Daniel Ricciardo | Red Bull-TAG Heuer | 1 min 39 s 309 | + 0 s 610 |
| 5    | Valtteri Bottas  | Mercedes           | 1 min 39 s 368 | + 0 s 669 |
| 6    | Carlos Sainz Jr. | Renault            | 1 min 40 s 274 | + 1 s 575 |

- En 1 min 38 s 699, Kimi Räikkönen réalise le tour le plus rapide du circuit de Marina Bay jamais effectué depuis les débuts du Grand Prix, en 2008. Son coéquipier Sebastian Vettel, lèche le mur dans le dernier virage du circuit (no 21), abîme ses suspensions et ne réalise que la neuvième performance, en 1 min 40 s 633[4].

### Troisième séance, le samedi de 18 h à 19 h
| Pos. | Pilote           | Voiture            | Chrono         | Écart     |
| ---- | ---------------- | ------------------ | -------------- | --------- |
| 1    | Sebastian Vettel | Ferrari            | 1 min 38 s 054 |           |
| 2    | Kimi Räikkönen   | Ferrari            | 1 min 38 s 416 | + 0 s 362 |
| 3    | Lewis Hamilton   | Mercedes           | 1 min 38 s 558 | + 0 s 504 |
| 4    | Valtteri Bottas  | Mercedes           | 1 min 38 s 603 | + 0 s 549 |
| 5    | Daniel Ricciardo | Red Bull-TAG Heuer | 1 min 39 s 186 | + 1 s 132 |
| 6    | Max Verstappen   | Red Bull-TAG Heuer | 1 min 39 s 265 | + 1 s 211 |

- En 1 min 38 s 054, Sebastian Vettel établit le nouveau record du circuit de Marina Bay[6].

## Séance de qualifications

### Résultats des qualifications
| Pos.                                                                                      | Pilote            | Écurie                            | Qualifications 1 | Qualifications 2 | Qualifications 3 |
| ----------------------------------------------------------------------------------------- | ----------------- | --------------------------------- | ---------------- | ---------------- | ---------------- |
| 1                                                                                         | Lewis Hamilton    | Mercedes                          | 1 min 39 s 403   | 1 min 37 s 344   | 1 min 36 s 015   |
| 2                                                                                         | Max Verstappen    | Red Bull-TAG Heuer                | 1 min 38 s 751   | 1 min 37 s 214   | 1 min 36 s 334   |
| 3                                                                                         | Sebastian Vettel  | Ferrari                           | 1 min 38 s 218   | 1 min 37 s 876   | 1 min 36 s 628   |
| 4                                                                                         | Valtteri Bottas   | Mercedes                          | 1 min 39 s 291   | 1 min 37 s 254   | 1 min 36 s 702   |
| 5                                                                                         | Kimi Räikkönen    | Ferrari                           | 1 min 38 s 534   | 1 min 37 s 194   | 1 min 36 s 794   |
| 6                                                                                         | Daniel Ricciardo  | Red Bull-TAG Heuer                | 1 min 38 s 153   | 1 min 37 s 406   | 1 min 36 s 996   |
| 7                                                                                         | Sergio Pérez      | Racing Point Force India-Mercedes | 1 min 38 s 814   | 1 min 38 s 342   | 1 min 37 s 985   |
| 8                                                                                         | Romain Grosjean   | Haas-Ferrari                      | 1 min 38 s 685   | 1 min 38 s 367   | 1 min 38 s 320   |
| 9                                                                                         | Esteban Ocon      | Racing Point Force India-Mercedes | 1 min 38 s 912   | 1 min 38 s 534   | 1 min 38 s 365   |
| 10                                                                                        | Nico Hülkenberg   | Renault                           | 1 min 38 s 932   | 1 min 38 s 450   | 1 min 38 s 588   |
| 11                                                                                        | Fernando Alonso   | McLaren-Renault                   | 1 min 39 s 022   | 1 min 38 s 641   |                  |
| 12                                                                                        | Carlos Sainz Jr.  | Renault                           | 1 min 39 s 103   | 1 min 38 s 716   |                  |
| 13                                                                                        | Charles Leclerc   | Sauber-Ferrari                    | 1 min 39 s 206   | 1 min 38 s 747   |                  |
| 14                                                                                        | Marcus Ericsson   | Sauber-Ferrari                    | 1 min 39 s 366   | 1 min 39 s 453   |                  |
| 15                                                                                        | Pierre Gasly      | Toro Rosso-Honda                  | 1 min 39 s 614   | 1 min 39 s 691   |                  |
| 16                                                                                        | Kevin Magnussen   | Haas-Ferrari                      | 1 min 39 s 644   |                  |                  |
| 17                                                                                        | Brendon Hartley   | Toro Rosso-Honda                  | 1 min 39 s 809   |                  |                  |
| 18                                                                                        | Stoffel Vandoorne | McLaren-Renault                   | 1 min 39 s 864   |                  |                  |
| 19                                                                                        | Sergey Sirotkin   | Williams-Mercedes                 | 1 min 41 s 263   |                  |                  |
| 20                                                                                        | Lance Stroll      | Williams-Mercedes                 | 1 min 41 s 334   |                  |                  |
| Temps minimal à réaliser pour la qualification : 1 min 45 s 345 (107 % de 1 min 38 s 153) |                   |                                   |                  |                  |                  |

### Grille de départ
- En 1 min 36 s 015, Lewis Hamilton établit le nouveau record du circuit de Marina Bay. Les quatorze premiers pilotes sur la grille de départ ont battu le précédent record de la piste établi en 2017 par Sebastian Vettel en 1 min 39 s 491[8].

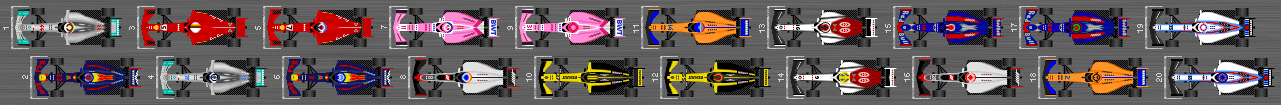
La grille de qualification et de départ du Grand Prix de Singapour 2018.

## Course

### Classement de la course
| Pos. | no | Pilote            | Écurie                            | Tours | Temps/Abandon                      | Grille | Points |
| ---- | -- | ----------------- | --------------------------------- | ----- | ---------------------------------- | ------ | ------ |
| 1    | 44 | Lewis Hamilton    | Mercedes                          | 61    | 1 h 51 min 11 s 611 (166,578 km/h) | 1      | 25     |
| 2    | 33 | Max Verstappen    | Red Bull-TAG Heuer                | 61    | + 8 s 961                          | 2      | 18     |
| 3    | 5  | Sebastian Vettel  | Ferrari                           | 61    | + 39 s 945                         | 3      | 15     |
| 4    | 77 | Valtteri Bottas   | Mercedes                          | 61    | + 51 s 930                         | 4      | 12     |
| 5    | 7  | Kimi Räikkönen    | Ferrari                           | 61    | + 53 s 001                         | 5      | 10     |
| 6    | 3  | Daniel Ricciardo  | Red Bull-TAG Heuer                | 61    | + 53 s 982                         | 6      | 8      |
| 7    | 14 | Fernando Alonso   | McLaren-Renault                   | 61    | + 1 min 43 s 011                   | 11     | 6      |
| 8    | 55 | Carlos Sainz Jr.  | Renault                           | 60    | + 1 tour                           | 12     | 4      |
| 9    | 16 | Charles Leclerc   | Sauber-Ferrari                    | 60    | + 1 tour                           | 13     | 2      |
| 10   | 27 | Nico Hülkenberg   | Renault                           | 60    | + 1 tour                           | 10     | 1      |
| 11   | 9  | Marcus Ericsson   | Sauber-Ferrari                    | 60    | + 1 tour                           | 14     |        |
| 12   | 2  | Stoffel Vandoorne | McLaren-Renault                   | 60    | + 1 tour                           | 18     |        |
| 13   | 10 | Pierre Gasly      | Toro Rosso-Honda                  | 60    | + 1 tour                           | 15     |        |
| 14   | 18 | Lance Stroll      | Williams-Mercedes                 | 60    | + 1 tour                           | 20     |        |
| 15   | 8  | Romain Grosjean   | Haas-Ferrari                      | 60    | + 1 tour (dont 5 s de pénalité)    | 8      |        |
| 16   | 11 | Sergio Pérez      | Racing Point Force India-Mercedes | 60    | + 1 tour                           | 7      |        |
| 17   | 28 | Brendon Hartley   | Toro Rosso-Honda                  | 60    | + 1 tour                           | 17     |        |
| 18   | 20 | Kevin Magnussen   | Haas-Ferrari                      | 59    | + 2 tours                          | 16     |        |
| 19   | 35 | Sergey Sirotkin   | Williams-Mercedes                 | 59    | + 2 tours                          | 19     |        |
| Abd. | 31 | Esteban Ocon      | Racing Point Force India-Mercedes | 0     | Accrochage                         | 9      |        |

### Pole position et record du tour
- Pole position :  Lewis Hamilton (Mercedes) en 1 min 36 s 015 (189,833 km/h)[10].
- Meilleur tour en course :  Kevin Magnussen (Haas) en 1 min 41 s 905 (178,861 km/h) au cinquantième tour[11].

### Tours en tête
- Lewis Hamilton (Mercedes) : 49 tours (1-14 / 27-61)[12]
- Max Verstappen (Red Bull) : 3 tours (15-17)
- Kimi Räikkönen (Ferrari) : 4 tours (18-21)
- Daniel Ricciardo (Red Bull Racing-Tag Heuer) : 5 tours (22-26)

## Classements généraux à l'issue de la course
| Pos. | Pilote            | Écurie                            | Points |
| ---- | ----------------- | --------------------------------- | ------ |
| 1    | Lewis Hamilton    | Mercedes                          | 281    |
| 2    | Sebastian Vettel  | Ferrari                           | 241    |
| 3    | Kimi Räikkönen    | Ferrari                           | 174    |
| 4    | Valtteri Bottas   | Mercedes                          | 171    |
| 5    | Max Verstappen    | Red Bull-TAG Heuer                | 148    |
| 6    | Daniel Ricciardo  | Red Bull-TAG Heuer                | 126    |
| 7    | Nico Hülkenberg   | Renault                           | 53     |
| 8    | Fernando Alonso   | McLaren-Renault                   | 50     |
| 9    | Kevin Magnussen   | Haas-Ferrari                      | 49     |
| 10   | Sergio Pérez      | Racing Point Force India-Mercedes | 46     |
| 11   | Esteban Ocon      | Racing Point Force India-Mercedes | 45     |
| 12   | Carlos Sainz Jr.  | Renault                           | 38     |
| 13   | Pierre Gasly      | Toro Rosso-Honda                  | 28     |
| 14   | Romain Grosjean   | Haas-Ferrari                      | 27     |
| 15   | Charles Leclerc   | Sauber-Ferrari                    | 15     |
| 16   | Stoffel Vandoorne | McLaren-Renault                   | 8      |
| 17   | Marcus Ericsson   | Sauber-Ferrari                    | 6      |
| 18   | Lance Stroll      | Williams-Mercedes                 | 6      |
| 19   | Brendon Hartley   | Toro Rosso-Honda                  | 2      |
| 20   | Sergey Sirotkin   | Williams-Mercedes                 | 1      |

| Pos.  | Écurie                            | Points |
| ----- | --------------------------------- | ------ |
| 1     | Mercedes                          | 452    |
| 2     | Ferrari                           | 415    |
| 3     | Red Bull-TAG Heuer                | 274    |
| 4     | Renault                           | 91     |
| 5     | Haas-Ferrari                      | 76     |
| 6     | McLaren-Renault                   | 58     |
| 7     | Racing Point Force India-Mercedes | 32     |
| 8     | Toro Rosso-Honda                  | 30     |
| 9     | Sauber-Ferrari                    | 21     |
| 10    | Williams-Mercedes                 | 7      |
| Exclu | Force India-Mercedes              | 59     |

## Statistiques
Le Grand Prix de Singapour 2018 représente :
- la 79e pole position de Lewis Hamilton, sa septième de la saison et sa quatrième à Singapour[15] ;
- la 69e victoire de Lewis Hamilton, sa septième de la saison[16] ;
- la 83e victoire de Mercedes Grand Prix en tant que constructeur[17] ;
- la 169e victoire de Mercedes en tant que motoriste[18] ;
- le 1er meilleur tour en course de Kevin Magnussen[19] ;
- le 1er meilleur tour en course de Haas F1 Team[20].

Au cours de ce Grand Prix :
- Max Verstappen est élu « Pilote du jour » à l'issue d'un vote organisé sur le site officiel de la Formule 1[21] ;
- Derek Warwick (146 départs en Grands Prix de Formule 1 dont deux meilleurs tours en course et quatre podiums, vainqueur des 24 Heures du Mans 1992) a été nommé par la FIA conseiller pour aider dans leurs jugements le groupe des commissaires de course[22].